# Bryx
Bryx is een geslacht van straalvinnige vissen uit de familie van zeenaalden en zeepaardjes (Syngnathidae). Het geslacht is voor het eerst wetenschappelijk beschreven in 1940 door Herald. 

## Soorten
- Bryx analicarens (Duncker, 1915)
- Bryx dunckeri (Metzelaar, 1919)
- Bryx randalli (Herald, 1965)
- Bryx veleronis Herald, 1940